# Borborillus singularis
Borborillus singularis är en tvåvingeart som först beskrevs av Arnold Spuler 1925.  Borborillus singularis ingår i släktet Borborillus och familjen hoppflugor.
Artens utbredningsområde är Washington. Inga underarter finns listade i Catalogue of Life.